# 高木甚三郎
高木 甚三郎（たかぎ じんざぶろう、1846年〈弘化3年〉3月 - 1928年〈昭和3年〉5月29日）は、かつて小石川関口台町19（現在の東京都文京区関口）にあった私立聖母仏語学校 初代校主。カトリック信徒で、霊名は「パウロ」。静岡県袋井市出身。旧姓は榊原（さかきばら）。

## 来歴・人物

### 生い立ち
1846年（弘化3年）3月、遠江国山名郡袋井宿（現在の静岡県袋井市）の商家に生まれる。1869年（明治2年）4月に上京し、下谷区元黒門町（現在の台東区上野）の紙商、渡辺儀助の元で修業する。1876年（明治9年）11月、本郷区湯島三組町（現在の文京区湯島）にあった元禄年間創業の老舗味噌製造業「伊勢利商店」を営む高木家に入婿し、神田同朋町（現在の千代田区外神田）20番地にて紙問屋「高木紙店」を経営し成功した。

### 改宗
1878年（明治11年）頃、カトリック築地教会に「天主堂などと書いた看板を出しているが、実際は邪宗門の耶蘇教なんだから看板を外させてやる」と押し込んだのが縁で宣教師と知り合いとなった。1879年（明治12年）6月から浅草向柳原町1丁目15番地（現在の台東区浅草橋）にあるカトリック浅草教会にて宗教講究し、翌1880年（明治13年）1月19日、妻たみと共に夫婦揃って洗礼を受ける。その後、1885年（明治18年）1月には浅草教会内にあった児童福祉施設「玫瑰（まいかい）学校」の幹事となり、教会運営に協力した。

### 聖母仏語学校

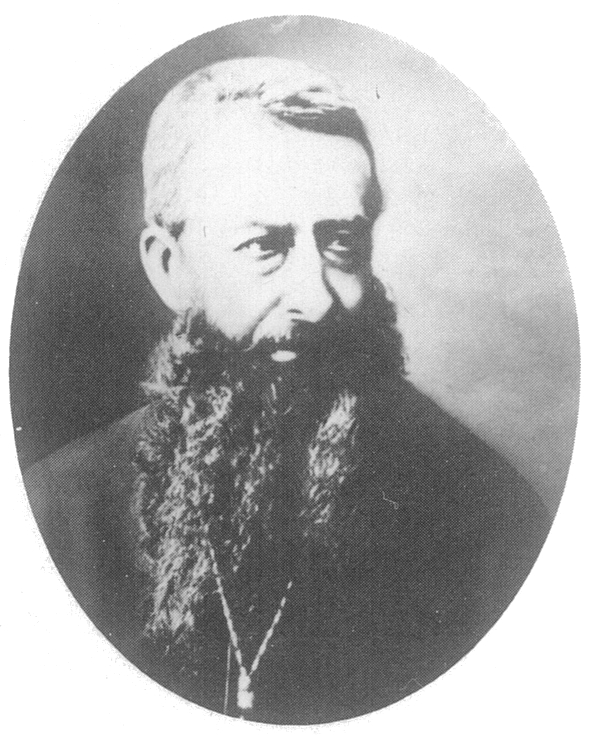
ピエール・マリー・オズーフ

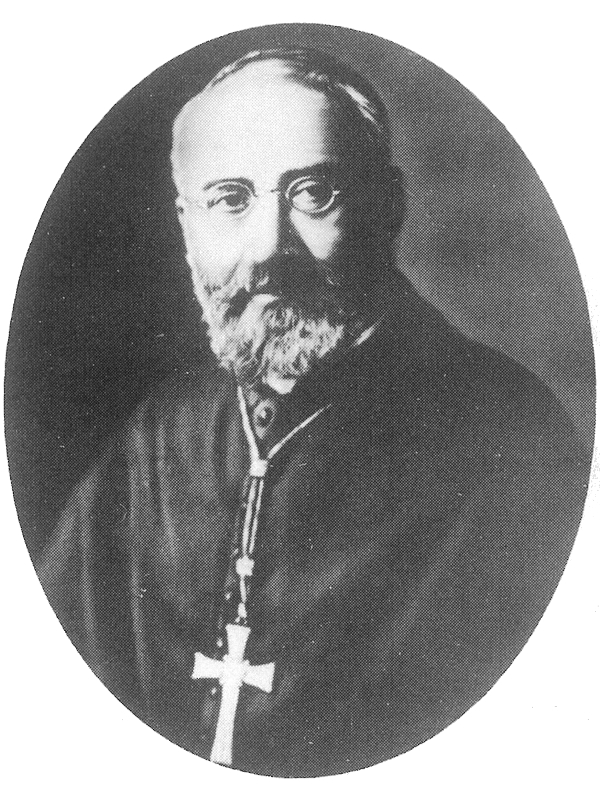
ジャン・アレキシス・シャンボン

1877年（明治10年）に日本北緯使徒座代理区の初代司教として来日したピエール・マリー・オズーフは、教会発展のため東京の中心地に土地を求めた。しかし当時、外国人の土地取得は地所質入書入規則により禁止されていた。そのため1886年（明治19年）5月22日、土地所有者の一柳末徳から、オズーフに代わって甚三郎他6名の浅草教会信者名義で小石川関口台町（現在の文京区関口）の土地を購入した。
その後、甚三郎は「玫瑰学校」の仏文科教頭であった司祭のジャン・ピエール・レイに協力し、既に購入済みだった関口台町の土地に「聖母仏語学校」を設立するため東京府へ設置願を提出、1886年（明治20年）12月27日に認可され翌1887年（明治21年）1月7日に開校、自らは校主となった。

### 教会活動
1887年（明治21年）1月15日に浅草教会の布教会委員に選出され、1896年（明治29年）まで務めた。また1897年（明治30年）からは、布教会委員の補佐として特別委員に推薦され、浅草教会の信徒総代として活躍した。1893年（明治26年）頃には天主教会喜捨会総代として、度々東京市養育院に寄付を行っている。
1900年（明治33年）2月26日には、オズーフと共に信徒総代として東京府へ『聖母教会堂（後のカトリック関口教会）設立願』を提出、同年10月7日に認可された。1903年（明治36年）には、公教教友会に入会し、東京6教会全域で活躍した。

### 人物
極めて温厚で物静かな人格者であり、誰からも尊敬される義理堅い性格だが、青年期には、大柄な外国人が大勢居たであろう築地教会へ押し込むといった攻撃的な一面もある。また老年期は、白髪童顔で品位が善く、浅草教会では3歳の子供も知っていると言われ、「著名で熱烈な信者」、「多くの病者や貧者を助けた稀に見る程の篤信、愛徳、謙譲、謹直の人」と評された。

### 晩年
晩年は家督を養子である丹蔵に譲り、自らは義澄と名乗り上智大学の敷地内に住んでいた。1928年（昭和3年）5月29日、82歳で死去した。葬儀は浅草教会で盛大に行われ、当時の東京大司教区教区長ジャン・アレキシス・シャンボンを初め、多くの神父、信徒が会葬した。

## 略歴
- 1869年（明治2年）4月：上京し、紙商にて修業する
- 1876年（明治9年）11月：高木家に入婿し改姓、別家相続する
- 1879年（明治12年）6月：浅草教会にて宗教講究する
- 1880年（明治13年）1月19日：浅草教会にて洗礼を受ける
- 1885年（明治18年）1月：玫瑰学校の幹事となる
- 1887年（明治21年）1月6日：聖母仏語学校の校主となる
- 1887年（明治21年）1月15日：浅草教会の布教会委員に選出される
- 1891年（明治24年）1月18日：浅草教会の布教会委員に再選する
- 1894年（明治27年）1月22日：浅草教会の布教会委員に再選する
- 1897年（明治30年）5月：浅草教会の特別委員に推薦される
- 1903年（明治36年）：公教教友会に入会する